# Phasianus yanshansis
Phasianus yanshansis är en utdöd fågel i familjen fasanfåglar inom ordningen hönsfåglar. Arten beskrevs 1984 utfrån lämningar från sen pleistocen funna i Kina.